# Produttività
In economia, la produttività può essere definita, in via di prima approssimazione, come il rapporto tra la quantità di output e la media ponderata degli input utilizzati nel processo di produzione. Viene calcolata con riferimento alla singola impresa, al settore produttivo o più in generale alla nazione. La produttività viene fatta dai dipendenti. 

## Descrizione
Gli indici di produttività possono essere visti sotto due aspetti: la produzione e il consumo. 
Dal lato dell'offerta essi assolvono le funzioni di indici di cambiamento tecnologico, efficienza produttiva e competitività, interna ed internazionale. Da tale punto di vista un aumento di produttività può essere visto genericamente come un risparmio di input in termini fisici, sia esso dovuto a progresso tecnico, miglioramento dell'efficienza produttiva ricollegabile ad economie di scala, riduzione della capacità produttiva inutilizzata o ad altro. 
Dal lato del consumo sono indici di capacità, effettiva o potenziale, e quindi anche di benessere sociale.
Escluso il caso in cui si abbia un solo input di produzione ed un solo output, caso in cui è facilmente calcolabile la produttività in termini fisici, il calcolo della produttività porta necessariamente con sé il calcolo di indici delle quantità e dei particolari pesi da adottare nella ponderazione dei singoli output o input da aggregare.
A livello settoriale, si è soliti usare come misura della produttività dell'industria il valore aggiunto per lavoratore o ora lavorata. Il valore aggiunto viene di solito preferito alla produzione lorda settoriale perché la produttività calcolata sulla base della produzione lorda risulta influenzata dal livello di integrazione verticale. Questo viene fatto nonostante il calcolo del valore aggiunto reale, ottenuto con il metodo della doppia deflazione, comporti diversi problemi, sia a livello teorico che pratico.
Nonostante sia molto diffuso, soprattutto per via della facilità con cui è possibile reperire i dati e calcolarlo, il rapporto valore aggiunto-lavoro soffre di diversi limiti come indice di produttività settoriale. In particolare, da un lato tiene conto di un solo fattore di produzione, il lavoro; dall'altro non riesce a rendere conto della generale interdipendenza delle industrie, ma considera i singoli settori economici implicitamente come modelli di produzione verticalmente integrati. Per questo, laddove possibile, gli vengono preferiti altri indici.
In particolare, soprattutto in ambito neoclassico, viene spesso utilizzata la total factor productivity (TFP), o produttività totale dei fattori. Si considerano cioè input le quantità di servizi forniti dai fattori produttivi per unità di tempo e, in aggiunta alle produttività dei singoli fattori, si calcola una produttività totale definita come il
rapporto tra un indice di output e un indice di input, media ponderata degli indici di lavoro e capitale.
La produttività media misura la produzione totale per unità di fattore utilizzato. La produttività media del lavoro può essere calcolata come rapporto fra il fatturato o il margine operativo lordo e il numero di persone occupate.
La produttività marginale indica l'aumento della quantità prodotta grazie all'utilizzo di un'unità supplementare di un fattore produttivo.
La produttività marginale del lavoro indica quella variazione di produzione, che consegue a una variazione unitaria del numero dei lavoratori. Diminuisce all'aumentare del numero dei lavoratori impiegati.

## Avvertenze
1) Esiste, tra gli autori o i contesti, una certa variabilità di significato e utilizzo del termine produttività, specie in relazione all'oggetto (stato, impresa, prodotto, reparto, impianto, persona)
2) A volte, si utilizzano i termini efficienza o rendimento in sostituzione di produttività e viceversa: in alcune discipline (es. tecnologie industriali o gestione della produzione industriale) questi tre termini non sono sinonimi, avendo definizioni distinte e peculiari.